# Baubo

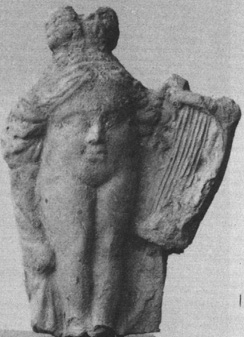
Figurina di Baubò trovata a Priene.

Nella mitologia greca, Baubo, o Baubò (in greco antico: Βαυβώ), era il nome della sposa di Disaule, un'antica divinità, definita dea dell'oscenità.

## Il mito
Non si hanno molte informazioni riguardanti la divinità, si può supporre che gli antichi greci si ispirarono a culture precedenti, soprattutto a quelle nelle quali erano presenti dee primitive, per così dire, archetipiche della sfera sessuale e della fertilità. Rammenta le divinità femminili neolitiche, misteriose nella loro incompiutezza corporale, talvolta manifestata da mutilazione negli arti e altre volte nel capo, ma indicanti segni di fertilità.
Demetra, disperata per aver perso la figlia Persefone catturata e offerta come sposa al dio Ade, la cercava in continuazione triste e travestita in tutte le terre. Baubo, una vecchia, un giorno le apparve alla casa di Metanira e Celeo; offrì da bere alla dea e mostrò, alzandosi in piedi, il suo ventre alla dea. Di fronte a tale spettacolo Demetra rimase impassibile ma il figlio Iacco, che la accompagnava, rise di gusto riuscendo così a strappare alla madre di Persefone un sorriso, che fu il primo da quando la dea aveva perso la figlia.
Secondo un'altra versione, Baubo era una donna magica molto particolare, perché era priva di testa e parlava tramite la vulva. Intrattenne Demetra, disperata per la perdita della figlia, ballando in un modo alquanto esilarante e raccontando storie licenziose, e inoltre collaborò, assieme all'anziana Ecate e al sole Elio, alla ricerca di Persefone, che alla fine fu rintracciata consentendo così al mondo di rifiorire nuovamente.
Baubò ebbe due figlie, Protonoe e Nisa, e un figlio Eubuleo.

### Pareri secondari
Secondo una versione minore, fra i suoi figli vi era anche Trittolemo, in altre versioni si associa il nome di Baubò a quello di Ecate.

## Letteratura e filosofia
Nella prefazione alla seconda edizione de La gaia scienza, scritta nell'ottobre del 1886 a Ruta, frazione del comune di Camogli presso Genova, il filosofo tedesco Friedrich Nietzsche identifica la Verità con la dea Baubo:
greco, è «Baubo»?... Oh, questi Greci! Essi sapevano vivere; a ciò occorre restare bravamente alla superficie, alle 
pieghe, alla pelle, adorare l’apparenza, credere alle forme, ai suoni, alle parole, a tutto l’Olimpo dell’apparenza! 
Questi Greci erano superficiali — per profondità! E non torniamo appunto a loro, noi rompicolli dello spirito, che ci 
siamo arrampicati sulle più alte e pericolose cime del pensiero odierno e di là ci siamo guardati intorno, di là abbiamo guardato in giù? 
Non siamo appunto in questo — greci? Adoratori delle forme, dei suoni, delle parole? Appunto per questo, — artisti?»
(La Gaia Scienza, Prefazione, IV.
)

## Ritrovamenti

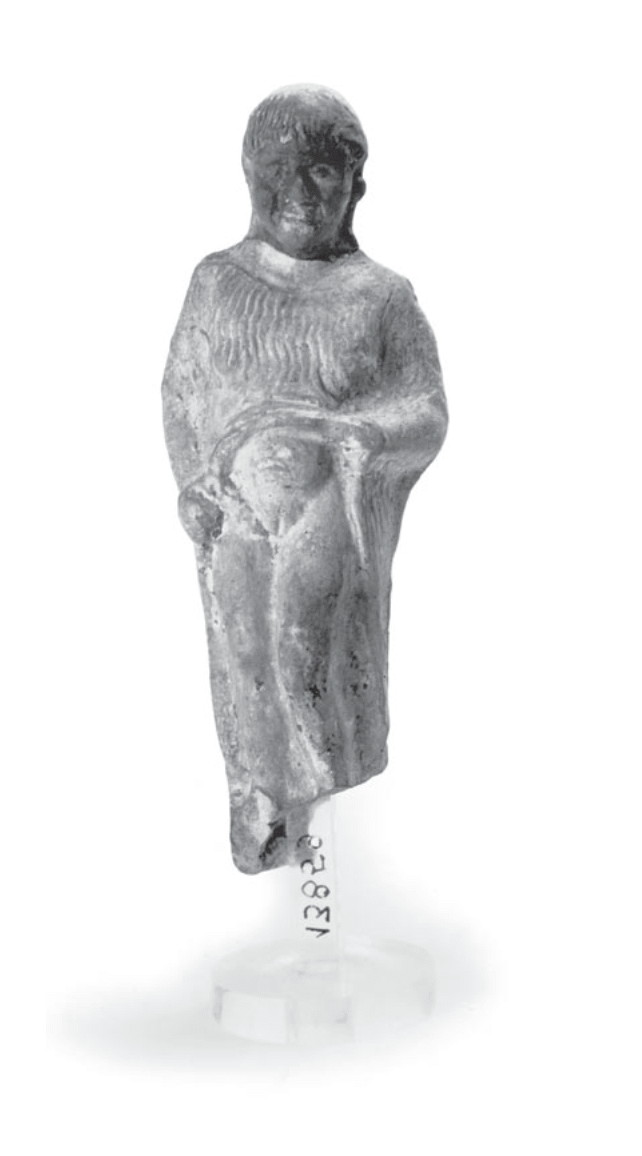
Statuetta di Baubó (460-450 a.C.) rinvenuta a Gela.

Una statuetta femminile raffigurante la dea Baubò è stata rinvenuta nel 1961 durante gli scavi sull’acropoli di Gela, in Sicilia. Il ritrovamento del reperto, datato tra il 460 e il 450 a.C., restituisce sino a oggi la più antica immagine della divinità, immortalata nell'atto apotropaico dell’anasyrma (ἀνάσυρμα), il gesto di sollevare la veste ed esibire i genitali. La dea è ritratta in un lungo chitone con dei seni cadenti, un volto gonfio e delle rughe attorno alla bocca che delineano una figura femminile in età avanzata. La statua veniva adoperata nelle cerimonie in onore della dea Demetra Tesmofora presso il Thesmophorion di Bitalemi, uno dei luoghi di culto demetriaci più noti nella Sicilia greca, ubicato su una collinetta ad est dell'omonimo fiume della città siceliota. La combustione riscontrabile nella parte superiore del manufatto viene fatta risalire all’assedio cartaginese di Gela nell'estate del 405 a.C..